# Dawson Walker
Dawson Walker (* 14. März 1916 in Dundee; † 17. August 1973) war ein schottischer Fußballtrainer.

## Laufbahn
Walker war beim FC Clyde tätig. Nachdem der Anfang 1958 parallel zu seiner Tätigkeit bei Manchester United als schottischer Nationaltrainer verpflichtete Matt Busby sich im Februar des Jahres im Munich Air Disaster verletzt hatte, rückte Walker als Nationaltrainer auf. Sein erstes Spiel war eine 0:4-Niederlage gegen England anlässlich des British Home Championship, sein erster Sieg gelang beim 2:1 über Ungarn im letzten Vorbereitungsspiel auf die Weltmeisterschaft 1958. Auch während des Turniers war er für die Mannschaft zuständig, die jedoch nach zwei Niederlagen und einem Unentschieden als Gruppenletzter ausschied. Anschließend übergab er die Verantwortung an den wiedergenesenen Busby und rückte wieder ins zweite Glied.